# Suchy Potok (dopływ Rudzianki)
Suchy Potok – niewielki okresowy ciek w północno-zachodniej Polsce, lewy dopływ Rudzianki.
Płynie przez Puszczę Bukową w województwie zachodniopomorskim. Płynie głęboką doliną wcinającą się od wschodu w masyw Równi, uchodzi do Rudzianki z jej lewego brzegu ok. 300 m na południe od leśniczówki Klęskowo.